# Ses plus Beaux Duos
Ses plus Beaux Duos è un album video postumo della cantante italo-francese Dalida, pubblicato il 31 ottobre  2011 da Universal Music France.
Nel primo DVD sono contenuti ventisei brani apparsi in altrettanti programmi televisivi, interpretati da Dalida assieme ad altri artisti in duetto, trio e quartetto. Molte di queste canzoni sono degli inediti su disco, poiché vennero solamente trasmesse in TV. 
È stato anche inserito un duo virtuale, registrato postumo nel 2004, tra Dalida e Serge Lama nel celebre brano Je suis malade.
Il secondo DVD presenta il documentario inedito sull'esposizione Dalida, une vie... che si tenne a Parigi dall'11 maggio all'8 settembre 2007 per il ventesimo anniversario della scomparsa di Dalida.

## Tracce

### DVD 1 - Les duos en télévision
1. Petula Clark & Dalida – Hello Dali – 2:42
2. Julio Iglesias & Dalida – La vie en rose (Esecuzione INEDITA) – 3:03
3. Annie Cordy & Dalida – The peanut vendor (Brano INEDITO) – 2:50
4. Claude François & Dalida – Medley italien – 6:05
5. Mireille Mathieu & Dalida – Les p'tites femmes de Paris (Brano INEDITO) – 1:41
6. Dave & Dalida – Prendre le thé à deux – 3:56
7. Enrico Macias & Dalida –  Bambino – 1:49
8. Claude François, Mike Brant, Patrick Juvet, Ringo, Thierry Le Luron & Dalida –  Paroles, paroles (Esecuzione INEDITA) – 2:13
9. Sacha Distel & Dalida – Scandale dans la famille (Esecuzione INEDITA) – 2:25
10. Nana Mouskouri, Mireille Mathieu, Chantal Goya, Francis Huster & Dalida – Alouette (Brano INEDITO) – 2:27
11. Guy Béart & Dalida – Allô... tu m'entends? (Esecuzione INEDITA) – 1:55
12. Serge Gainsbourg, Petula Clark, Claude François & Dalida – Les Anthropophages (Brano INEDITO) – 3:39
13. Jean-Marie Proslier & Dalida – Tochi Wan (Brano INEDITO) – 1:48
14. Petula Clark, Roger Pierre & Dalida – Les choses de l'amour (Esecuzione INEDITA) – 2:54
15. Serge Lama & Dalida – Je suis malade (duo virtuale postumo) – 4:31
16. Alice Dona & Dalida – La Parisienne (Brano INEDITO) – 3:24
17. Johnny Hallyday & Dalida – Rock'n'roll tango (Brano INEDITO) – 2:46
18. Charles Aznavour & Dalida – Quand on s'aime (Brano INEDITO) – 3:23
19. Nicoletta, Henri Salvador & Dalida – Sketch medley: "Le Producteur" (Esecuzione INEDITA) – 4:22
20. Charles Trenet & Dalida – Que reste-t-il de nos amours? – 1:38
21. Massimo Ranieri & Dalida – La prima cosa bella – 2:01
22. Frank Alamo & Dalida – Ne t'en fais pas pour ça – 2:14
23. Frank Alamo, Alain Barrière, Enrico Macias & Dalida – Medley: "Âge tendre et Tête de Bois" (Esecuzione INEDITA) – 3:30
24. Thierry Le Luron & Dalida – Que reste-t-il de nos amours? – 1:24
25. Johnny Dorelli & Dalida – "Calabresella" et "Je Pars" (Esecuzione INEDITA) – 3:26
26. Line Renaud & Dalida – Le soir (Brano INEDITO) – 3:49

Durata totale: 75:55

### DVD 2 - BONUS: Le documentaire inédit sur l'exposition "Dalida" à la Mairie de Paris en 2007
1. Documentaire exposition "Dalida, Une vie…" (INEDITO) – 34:42